# Муссафиа, Адольф
Адольф Муссафиа (нем. Adolf Mussafia, хорв. Adolf Musafija, 15 февраля 1835, Сплит — 7 июня 1905, Флоренция) — австро-венгерский филолог-романист, преподаватель, научный писатель.
Происходил из далматинской семьи евреев-сефардов, его отец был раввином и автором ряда работ по иудейскому богословию. В 17-летнем возрасте отправился в Вену, чтобы получать медицинское образование, и учился на медицинском факультете с 1852 по 1854 год. 28 сентября 1855 года перешёл из иудаизма в католичество (по другим данным, это произошло в 1860 году). С 1855 года был преподавателем итальянского языка в университете, с 1857 по 1876 год работал в придворной библиотеке. Изучением романской филологии занялся самостоятельно и вскоре, не имея филологического образования, благодаря своим способностям стал в 1860 году экстраординарным профессором романских языков и литературы Венского университета (первый подобный случай в его истории). В 1867 году стал ординарным профессором романской филологии, в 1869 году — почётным доктором. В 1870 году основал при Венском университете семинар по изучению английского и французского языков (с 1891 года они были разделены).
С 1865 года был членом Немецкого общества Данте, с 1866 года членом-корреспондентом и с 1871 года — действительным членом Австрийской академии наук. 10 июля 1883 года был избран членом Академии делла Круска. В 1900 году стал членом-корреспондентом Прусской академии наук, в 1901 году был избран в верхнюю палату австро-венгерского парламента. С 1867 года и до конца жизни тяжело болел, но не оставлял научной работы. В начале XX века из-за своего итальянского происхождения был ограничен со стороны австро-венгерских властей в праве преподавать. В 1903 году переехал во Флоренцию, где прожил до конца жизни.
Главные его труды: «Altfranzösische Gedichte aus venezianischen Handschriften» (1864); «Italienische Sprachlehre in Regeln und Beispielen» (24 издания, Вена, 1895).